# Penshurst (Wielka Brytania)
Penshurst – wieś w Anglii, w hrabstwie Kent, w dystrykcie Sevenoaks. Leży 27 km na południowy zachód od miasta Maidstone i 44 km na południowy wschód od centrum Londynu. Miejscowość liczy 1479 mieszkańców.